# Hello Seahorse!
Hello Seahorse! est un groupe de rock alternatif mexicain, originaire de Mexico. Il est formé à la fin 2005, et composé de Denise Gutiérrez (chant), Fernando Burgos (synthétiseurs), Gabriel G. « Bonnz! » de León(batterie), et José Borunda (guitare). En concert, ils s'accompagnent d'Héctor « Reez » Ruiz aux percussions.

## Biographie

### Débuts (2005-2006)
Le groupe est formé à la fin 2005 à Mexico. Il passe la première partie de 2006 en studio, et présentent en juillet, en juillet leur premier album intitulé ...And the Jellyfish Parade, produit par Oro de Neta et sorti sous leur propre label, Freaks and Geeks. Peu de temps après, ils ont l'opportunité de jouer au Festival Manifest 2006.
De leur premier album studio en découle le single Squarehead, qui est publié en clip musical et diffusé sur les chaines de télévision locales. Juste après avoir enregistré le clip, le groupe enregistre d'autres chansons pour leur prochain album studio, qui serai un EP 7 pistes (4 chansons et 3 préludes).

### Hoy a las Ocho(2007-2009)
Pour l'été 2007, les morceaux de leur deuxième album sont enregistrées, avant de passer au mixage et au mastering. Pour cela, Hello Seahorse! fait appel à l'ingénieur-son canadien Mark Lawson (The Arcade Fire, Islands, Beirut) Le remastering est réalisé par Harris Newman, aux Gray Market Studios, au Canada. En automne la même année, Hello Seahorse! sort son deuxième album studio, intitulé Hoy a Las Ocho, en téléchargement numérique, et gratuitement, avec le soutien de leur agence de booking  et label indépendant Mun Records.
En mars 2008, ils sont invités à participer au MX Beat Festival aux côtés de groupes tels que les Beastie Boys, MIA et Jarvis Cocker, et se déplacent également au festival South by Southwest à Austin, au Texas. Cette année, le groupe découvre une nouvelle facette créative lors de la comédie musicale grâce au court-métrage El Hipo y el ratón, desquels s'inspirent les morceaux Universo 2 et Del cielo se caen. En novembre 2008, le label indépendant Magic Marker, de Portland, sort physiquement l'album Hoy a las Ocho aux États-Unis, et popularise le groupe qui est diffusé sur les chaines de radio universitaires avec le single Will Not Any Anything.
Le groupe lance Bestia, single issu de l'album éponyme du groupe. Le morceau fait le tour des fans, des médias et des auditeurs radio. Un mois après la sortie de Bestia, la chanson remporte la cinquième place des meilleurs singles de 2008 à la radio Reactor de Mexico. La chanson connait un grand succès, et est téléchargé à 35 000 reprises sur ladite page web de la chaine.

### Bestia(2009-2010)
En 2009, Hello Seahorse! effectue trois concerts à quelques festivals : l'Indie-O Fest, le SXSW d'Austin, et le festival Vive Latino. Cette année, le groupe travaille à la promotion de son troisième album Bestia, produit par Yamil Rezc, et masterisé par Harris Newman aux Gray Market Studios, au Canada. La même année, Mun Records conclut une alliance avec EMI, et accorde une licence à une nouvelle production déjà en vente. Bestia fait participer Chetes à la guitare et chante avec Lo Blondo sur Siberia ; et Daniel Slotnik, du groupe Los Dorados, joue du saxophone sur la chanson El Recuerdo, la seule enregistrée en direct et sans répétitions avec Lo Blondo au chant, Oro de Neta à la guitare et Yamil Rezc à la basse.
Le single Bestia a un tel impact, seulement deux mois après sa sortie sur la radio Ractor 105.7 FM, qu'il occupe la 5e place sur la liste des 105.7 Canciones del 2009 et est nommé « meilleure chanson alternatif de 2009 » aux Grammys Latino 2009, et « meilleure chanson de 2008 » aux Indie-O Awards ; de même, MTV leur décerne le Premio La Zona pour l'album Bestia.

### Lejos. No tan Lejos(2010-2012)
Peu après, Hello Seahorse! commence à travailler sur son prochain album studio. En janvier 2010, le groupe compose des démos qui feraient partie d'un nouvel album intitulé Lejos. No tan lejos. Pour la production, ils se tournent vers le musicien Money Mark, collaborateur des Beastie Boys, et vers Yamil Rezc, également producteur de Bestia. En août 2010, sort le single Casa vacía avant la sortie de l'album.
Au cours de cette année, Hello Seahorse! reçoit le prix du « meilleur groupe de 2009 » aux Indie-0 Awards, le prix Revelación à Las Lunas del Auditorio, et une deuxième nomination aux Grammy, dans la même catégorie de la meilleure chanson alternative avec le single Criminal. L'accueil atteint la Colombie, qui les emmène à la 16e édition du festival Rock al parque, à Bogota, en juillet 2010.
2011 devient une année très importante pour Lo Blondo, qui se voit participer à un documentaire, et au Ángel de la Independencia, dans le cadre des célébrations du Bicentenaire, accompagné par l'Orquesta Filarmónica de las Américas. Plus tard, il prend part au Concierto Revolución avec Lila Downs. le groupe participe aussi à deux compilations.
Au début de 2011, l'album est lancé aux États-Unis par Nacional Records et aussi en Argentine, au Chili et en Uruguay par le label indépendant PopArt. Le 27 août, ils donnent un concert au Teatro Metropolitano de Mexico, où Denise dit adieu au pseudonyme de Lo Blondo. Ils voyagent à travers certaines villes du Mexique et des États-Unis dans le cadre de la tournée Lejos. No tan lejos. En août 2011, le groupe promeut la chanson Velo de novia, troisième single officiel de Lejos. No tan lejos. Ils participent aussi au Festival Internacional Chihuahua de 2011. Vers 2012, ils jouent à trois 3 festivals internationaux : le Festival Verde du Panamá, le Vive Latino et le Festival de Música y Artes de Coachella Valley, jouant le morceau Para mí, issu de leur prochain album.

### ArunimaetEntretanto(2012-2016)
Au début de l'année 2012, Hello Seahorse! annonce travailler sur un nouvel album avec le producteur argentin Camilo Froideval,. Ils se délocalisent au studio américain Sonic Ranch, où ils restent six semaines, enregistrant leur nouvel album, Arunima. À la fin des enregistrements, ils jouent en concert de nouveaux morceaux tels que No te vayas al bosque, et Buen viaj. Denise annonce sur Twitter la sortie prochaine d'un nouveau single, La Flotadera. L'album est dévoilé le 13 octobre 2012, et disponible sur iTunes à partir du 16 octobre.
Après la fin de tournée au Rockampeonato avec Café Tacvba, la sortie officielle est révélée pour le 13 décembre avec le clip de La Flotadera Il est intitulé Arunima, en référence au parfum que porte Denise à cette période. Les singles de cet album sont Para mi, La Flotadera, No es que no te quiera et El Artista. Du 2 août au 6 septembre 2012, avant la présentation de leur nouvel album, se tient le mini-festival Fobiarama, dans lequel le groupe Fobia présente chacun de ses cinq albums. Hello Seahorse! est invité à participer au deuxième concert, durant lequel l'album Mundo Feliz est joué.
En 2013, ils jouent au Festival Acapulco et, sont invités au programme Mexico Suena de Noche. Ils sont nommés aux IMAS dans les catégories « disco pop », « couverture de l'année », « groupe sur scène » et « groupe de l'année », ne remportant que deux catégories,. Le 7 septembre 2014, ils se produisent à la sixième édition du Festival Cultural La Yoshokura en Morelia, à Michoacán. 
Le 26 février 2015, ils se produisent au théâtre du village de la Feria de la Bandera à Iguala de la Independencia, Guerrero. Hello Seahorse! retourne à ses racines indépendantes et sort un nouveau mini-album appelé Entretanto. Il comprend quatre chansons, chacune avec une vidéo, qui composent ensemble un court-métrage.

### Hello Seahorse! 10 Años (en vivo)(depuis 2017)
10 Años, sorti en 2017, contient des morceaux live issus de leur concert en novembre 2015 à El Plaza Condesa, célébrant leurs dix ans de carrière.

## Membres

### Membres actuels
- Denise Janelle Gutiérrez Mendoza[15] (anteriormente apodada Lo Blondo) - chant
- Fernando Burgos (Oro de Neta) - piano, basse, claviers, synthétiseur
- Gabriel G. De León (Bonnz!) - batterie, guitare, programmation
- José Borunda (Joe) - basse, guitare, piano

### Membres live
- Camilo Froideval - basse (Vive Latino 2012, Coachella 2012, presentación de Arunima en El Paso TX.)
- Hector « Reez » Ruiz - percussions (depuis 2011)
- Yamil Rezc - basse (Vive Latino 2010)
- Daniel Zlotnik - saxophone (Lunario 2010)

### Anciens membres
- Julio - guitare

## Discographie

### Albums studio
- 2006 : ...And the Jellyfish Parade
- 2008 : 'Hoy a Las Ocho (Mun Records)
- 2009 : Bestia (Mun Records, EMI)
- 2012 : Arunima

### Albums live
- 2017 : Hello Seahorse! 10 Años (en vivo)